# Zoospore
Les zoospores (ou Sporozoïdes) sont des spores flagellées, mobiles dans l'eau et produites par certaines espèces de bactéries, algues, champignons (Fungi) et les  pseudochampignons (Pseudomycota) apparentés aux algues comme tous les Oomycètes.
La propulsion autonome grâce aux flagelles est souvent associée au chimiotaxisme, permettant à la zoospore de se diriger en fonction de la diffusion de certaines espèces chimiques.
- Chez les champignons et pseudochampignons,

|                                                              |                                 |
| Fig. 1 Les quatre types de zoospores d'après Webster & Weber | Fig. 2 Zoospore de Phytophthora |

Il existe quatre types de zoospores :
1. zoospores avec flagelle(s) postérieur(s), caractéristiques des Chytridiomycota. Chez la plupart de ces derniers, il n'existe qu'un flagelle postérieur (fig. 1a) mais chez les Neocallimastigales, il y en a jusqu'à 16 (fig.1b)
2. zoospores biflagellées, avec deux flagelles de type fouet de longueur inégale (fig. 1c) ; on les trouve chez quelques Myxomycota et les Plasmodiophoromycota (ces deux champignons-animaux sont maintenant classés parmi les Protozoa)
3. zoospores avec un flagelle antérieur (fig. 1 d) ; ce flagelle antérieur couvert de courts "poils" est caractéristique des Hyphochytriomycota. Il tire vers l'avant la spore par des mouvements rythmiques sinusoïdaux.
4. zoospores biflagellées (fig. 1e, f) ; un flagelle lisse et un flagelle couvert de poils (de type guirlande), attachés soit à l'apex soit latéralement. Ils sont caractéristiques des Oomycota.

Les zoospores peuvent être hétérokontées (deux flagelles inégaux), pleurokontées (flagelles latéraux), isokontées (deux flagelles égaux), accrokontées (flagelles à un pôle).

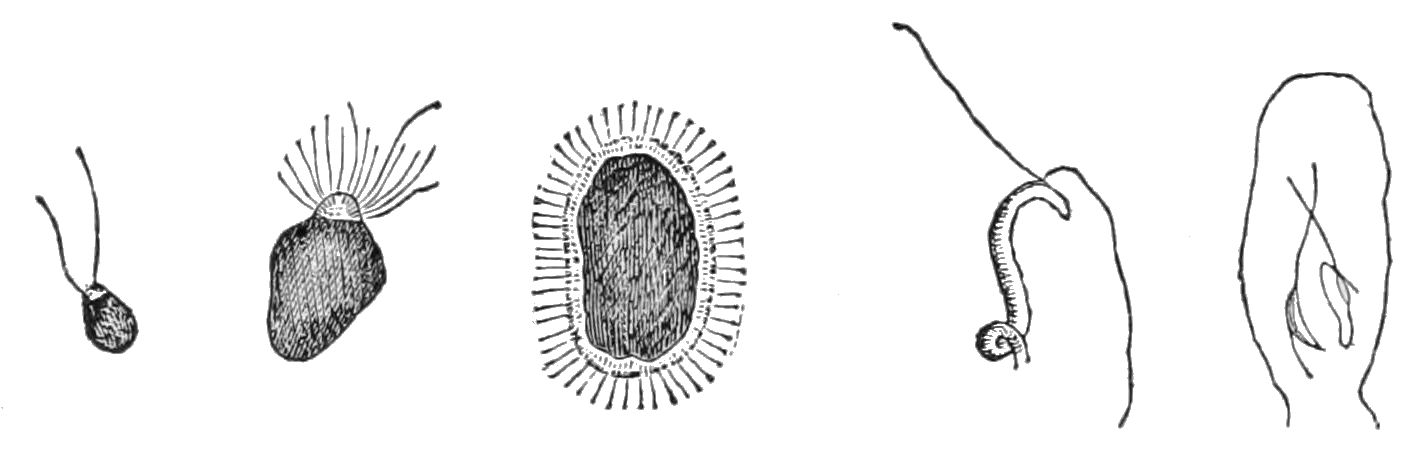
Fig. 3 Zoospores d’algues

- Chez les algues